# Ophiomyxa anisacantha
Ophiomyxa anisacantha is een slangster uit de familie Ophiomyxidae.
De wetenschappelijke naam van de soort werd in 1911 gepubliceerd door Hubert Lyman Clark.